# Станко Олександр Олександрович
Станко́ Олекса́ндр Олекса́ндрович (1927–2014) — український скрипаль, композитор; педагог; професор Одеської консерваторії.
В Одеській консерваторії пропрацював близько 60 років на оркестровому факультеті. З 1987 року — завідувач кафедри струнних інструментів Одеської національної музичної академії. Серед його учнів дипломант Міжнародного конкурсу імені П. І. Чайковського Г. Кнеллер, лауреат Міжнародного конкурсу в Італії Я. Ревуцький, лауреати Міжнародних конкурсів і Всеукраїнського конкурсу імені Миколи Лисенка О. Соколовська й О. Соболєва, народний артист Туркменістану Г. Неймарк та інші.
Лауреат міжнародного конкурсу.[якого?] Професор, кандидат мистецтвознавства, заслужений діяч мистецтв України, член Спілки композиторів України.